# Isques
Isques – miejscowość i gmina we Francji, w regionie Hauts-de-France, w departamencie Pas-de-Calais.
Według danych na rok 1990 gminę zamieszkiwało 1171 osób, a gęstość zaludnienia wynosiła 168 osób/km² (wśród 1549 gmin regionu Nord-Pas-de-Calais Isques plasuje się na 510. miejscu pod względem liczby ludności, natomiast pod względem powierzchni na miejscu 520.).